# Zambia College of Agriculture
Zambia College of Agriculture (ZCA) ist ein staatliches sambisches College für Agrarmanagement und -wirtschaft mit zwei Standorten, in Monze und in Mpika.
Das ZCA wurde am 1. April 1938 in Monze (Southern Province) gegründet. Damals lebten 112 Europäer, 850 Afrikaner mit Arbeit und 105 Asiaten auf 200 Hektar in 90 Häusern, von denen die Hälfte betrieblich genutzt wurde. Es gab eine eigene Stromerzeugung. Im afrikanischen Township standen 300 Häuser.
Das ZCA untersteht dem Ministerium für Landwirtschaft. Es unterhält direkt oder indirekt die National Irrigation Research Station in Mufulira, Misamfu und Mongu.
Der Standort in Mpika (Provinz Muchinga) wurde 1976 eröffnet. Die Ausbildung ist auf nachhaltige Landwirtschaftsmodelle ausgerichtet, um regionalen Landwirten eine Existenzgrundlage langfristig zu sichern. Das wird insbesondere erreicht durch Kenntnisvermittlung über Zwischenfruchtbau und Beachtung der Fruchtfolge, Aufarbeitung von Ernterückständen, allgemeine Bodenschutzmaßnahmen durch Mulchabdeckung, Komposttechnologien zur Vermeidung künstliche Düngemittel, den Nutzen stickstoffbindender Leguminosen und den Einsatz von Deckfrüchten zur Verbesserung der Bodenqualität. Es stehen hier Büro- und Lehrgebäude, Übungsräume, eine Fachbibliothek, Studenten- und Lehrkraftunterkünfte, ein Speisesaal sowie Erholungsanlagen zur Verfügung. Die Wasserversorgung erfolgt über eine Aufbereitungsanlage, die durch Pumpen Wasser aus dem Mwateshi entnimmt. Ergänzend liefern zwei erbohrte Brunnen weiteres Wasser für das College.
Gelehrt und erforscht werden Agrikultur in weiterem Sinne, darunter Bodenanalyse, Saatgutentwicklung, Baumschulen, Tierhaltung. Das ZCA ist eine Ausbildungsstätte von Agrarmanagern, um die Ernährungssicherheit in Sambia zu gewährleisten.